# 古斯塔夫·埃尔内萨克斯
古斯塔夫·古斯塔沃维奇·埃尔内萨克斯（1908年12月12日—1993年1月24日），爱沙尼亚、苏联音乐家。曾任爱沙尼亚艺术合唱团指挥、塔林爱乐乐团的男声合唱团团长、爱沙尼亚音乐节首席指挥。

## 生平
- 1908年12月12日出生于爱斯特兰省雷维尔县佩里拉村。埃尔内萨克斯在中学时加入学校的合唱团，并热衷于音乐，展现出极高的天赋。
- 1924年-1927年，塔林音乐学院学习钢琴和管风琴。
- 1927年-1929年，塔林Vivo爵士乐队鼓手，管风琴手。
- 1929年-1931年，塔林音乐学院音乐教育学系学习。
- 1931年-1940年，塔林多家中小学乐团教师、指挥。1934年毕业于阿瑟·卡普的作曲班。 期间，1935年-1937年，塔林任男声合唱团指挥。
- 1937年-1944年，塔林音乐学院教育系教师。苏德战争期间，他随爱沙尼亚党政机关撤往俄罗斯。1942年-1944年，他是雅罗斯拉夫尔爱沙尼亚合唱团指挥。
- 1944年-1975年，塔林爱乐乐团的男声合唱团团长、指挥。

期间，1944年-1946年，塔林音乐学院表演学院院长。

1945年起，担任塔林音乐学院合唱指挥系主任，教授。

1947年起，爱沙尼亚音乐节首席指挥。

1953年起，维护和平委员会成员兼苏捷友好协会爱沙尼亚分会会长。
- 1993年1月24日于塔林逝世，享年84岁。葬于森林公墓。

埃尔内萨克斯是第4-7届爱沙尼亚苏维埃社会主义共和国最高苏维埃代表。

## 代表作
- 《爱沙尼亚苏维埃社会主义共和国国歌》（1944）
- 组曲《我的祖国，我的爱》（1944）
- 歌剧《风暴海岸》（1949）
- 电影主题曲《海上游艇》（1956）

## 荣誉
爱沙尼亚：
- 五级十字勋章（1938）

苏联：
- 社会主义劳动英雄称号（1974）
- 爱沙尼亚苏维埃社会主义共和国荣誉艺术家称号（1942）
- 爱沙尼亚苏维埃社会主义共和国人民艺术家（1947）
- 苏联人民艺术家称号（1956）
- 爱沙尼亚音乐节表演获1947年斯大林奖二等奖
- 歌剧《风暴海岸》获1951年斯大林奖三等奖
- 1967-1968年和1968-1969年的音乐会节目获1970年列宁奖
- 六次爱沙尼亚苏维埃社会主义共和国国家奖（1947,1948,1949,1950,1959,1969）
- 爱沙尼亚苏维埃社会主义共和国约翰·斯穆尔文学奖（1984）
- 三次列宁勋章（1950,1967,1974）
- 十月革命勋章（1978）
- 劳动红旗勋章（1946）
- 两次荣誉勋章（1965,1988）
- 1941-1945年伟大卫国战争中忘我劳动奖章
- 塔林荣誉市民（1978）[2]